# Pau Trullà i Burrut
Pau Trullà i Burrut (Sant Vicenç de Calders, 1890 - Sabadell, 1971). Pagès de Sant Vicenç de Calders, al municipi del Vendrell, que el 1938, en plena Guerra Civil, va anar a Sabadell amb tota la família a refugiar-se a casa d'uns parents de la Creu Alta i aviat es va establir a Ca n'Oriac, quan al futur barri hi havia només algunes cases de pagès i extensos camps de secà. Trullà es dedicà a cultivar les escasses quarteres d'ametllers que anaven de l'actual ronda de Collsalarca fins al torrent del Capellà. A poc a poc van anar arribant nous veïns al barri provinents de les terres més pobres de l'Estat espanyol. La casa de Pau Trullà va ser un referent per als nouvinguts a un incipient barri mancat del mínim servei que el fes habitable, els oferí aigua del pou i cobert i els ajudà en tot el que estava les seves mans.